# Андрюс Появис
Андрюс Появис (род. 25 ноември 1983 в Юрбаркас, Литва) e литовски певец и китарист. На 20 декември 2012 г. е избран да представи Литва на „Евровизия 2013“.

## Ранна кариера
Появис се занимава с пеене от ранна възраст, а в гимназията е бил част от група на име „No Hero“. След като завършва гимназия, певецът се мести във Вилнюс, където учи история и пее в редица групи. Една от тях е „Hetero“, спечелили състезанието „EuroRock“ през 2006 г. По-късно се премества в Ирландия, където остава около година.
През 2012 г. започва да записва дебютния си албум в миланското студио „Massive Arts“. Първият му сингъл „Traukiniai“ е издаден по-късно същата година, класирайки се в топ 20 на литовската музикална класация, като видеоклипът към него е излъчван по националната телевизия. Последван от успех, литовският певец скоро завършва и издава дебютния си албум „Aštuoni“.